# Gustavo Baz Prada
Gustavo Baz Prada (Tlalnepantla, Estado de México; 31 de enero de 1894 - Ciudad de México, 12 de octubre de 1987) fue un médico, político y revolucionario mexicano, que ocupó los cargos de gobernador del Estado de México, senador y secretario de Salubridad y Asistencia, entre otros.
Fue hijo de Eduardo Baz y Sara Prada de Baz y nieto de  Rosendo de Prada y de Josefina Thompson. Tuvo cinco hermanos: Angelina, Andrea María Teresa, José Jorge; José Miguel Ángel, y Josefina María. Tal como fue su deseo, sus cenizas fueron esparcidas en la laguna del Sol, en el Nevado de Toluca.

## Estudios
En 1900 ingresó a la escuela primaria en el Liceo Fournier de la Ciudad de México. Tras el fallecimiento de su padre se trasladó a vivir con su familia a la población de Guadalupe, Zacatecas, donde continuó con su educación primaria.
En 1908, ingresó a la Escuela Normal de Guadalajara, Jalisco. Fue hasta 1912, en el Instituto Científico y Literario de Toluca, donde concluyó los estudios preparatorios.
En 1913, con una beca que le concedió el Colegio Médico Militar y con el grado de sargento inició la carrera de medicina, en la Escuela Nacional de Medicina.
Recibió su título como Médico Cirujano en la Universidad Nacional de México el 1 de mayo de 1920.

## Revolucionario
Al igual que decenas de jóvenes estudiantes de medicina, en 1914 se incorporó a la Revolución mexicana en las tropas de Vicente Navarro en la Sierra de la Cueva, en el Cerro del Ajusco, para atender a los heridos, lo que le valió la amistad con personalidades revolucionarias, como Luis Cabrera Lobato , Alfredo Robles Domínguez y Hermenegildo Ríos , quienes alimentaron las inquietudes políticas del joven estudiante, que pronto se sumó al movimiento armado.
Cuando Emiliano Zapata capturó a Ignacio de la Torre, yerno de Porfirio Díaz, Gustavo Baz lo tuvo bajo custodia.
Un año después, en 1915, a la edad de 21 años, y al ser tomada la Plaza de Toluca fue nombrado gobernador provisional del Estado de México, cargo que ejerció durante casi un año. Reorganizó la administración, regularizó los cursos escolares, y reestructuró el Instituto Científico y Literario. Emitió papel moneda para hacer frente a los gastos de gobierno, siendo una curiosidad las monedas de cartón acuñadas durante su gestión y que pueden verse actualmente en el Museo de Numismática de la capital mexiquense. Repartió tierras a los campesinos, de acuerdo al ideal zapatista.
Con el triunfo de las fuerzas constitucionalistas, comandadas en esta región por Pablo González, Gustavo Baz dejó el puesto y en 1916 renunció a su grado de general brigadier zapatista para continuar con sus estudios de medicina. En 1920, siendo pasante de medicina Gustavo Baz, realizó la primera sutura vascular en el laboratorio de fisiología de la Escuela de Medicina, como práctica para una tesis profesional y obtuvo su título como médico cirujano y partero.

## Médico
Durante 1925 estudió técnicas quirúrgicas en la Universidad de Rochester, Harvard, Boston, Chicago. De 1926 a 1927 continuó sus estudios en La Sorbona de París, en Alemania, Bélgica e Italia.

## Actividad universitaria
El 11 de octubre de 1935, fue nombrado director de la Escuela Nacional de Medicina y, al mismo tiempo, de la Escuela Médico Militar. Ese mismo fue nombrado presidente de la Academia Nacional de Medicina.
En ese mismo cargo, creó por primera vez en México el servicio de los estudiantes de medicina, que consiste en el desempeño de las funciones de médico, durante un año, en los más apartados y réconditos lugares del país, precisamente en aquellos donde no hay médicos o la proporción de ellos es mínima.

## Rector de la UNAM
En 1938, fue elegido rector de la Universidad Nacional Autónoma de México; en ella restableció el orden, reorganizó las dependencias administrativas universitarias, integró al personal directivo y docente de las instituciones y creó el Pentathlón Deportivo Militarizado Universitario.
En 1940, el presidente Manuel Ávila Camacho lo designó Secretario de Salubridad y Asistencia, durante su gestión se realizó la construcción de varios hospitales en el país, entre ellos, el Centro Médico Nacional y los principales institutos científicos médicos: Cardiología, Nutrición y el Hospital Infantil. Durante 1940, el Consejo Universitario de la Universidad Nacional Autónoma de México lo nombró Doctor honoris causa.

## Político
En 1957, fue postulado candidato del Partido Revolucionario Institucional a gobernador del Estado de México. En su segundo período como gobernador, cargo del que tomó posesión el 16 de septiembre de 1957 y concluyó en 1963, se encontró con diferentes condiciones: la totalidad del territorio estatal estaba en paz; el crecimiento económico era evidente y muy favorable. Las condiciones políticas y sociales de los años 1957-1963 aseguraron su permanencia política y le permitió la utilización de la planificación programada, durante su gobierno de un especial impulso a la educación en todos sus niveles y llevó a cabo la construcción de la Ciudad Universitaria de Toluca.
Su pensamiento municipalista fue de apoyo total a la autonomía. La soberanía comunal constituyó una de las premisas fundamentales de su gobierno: los ayuntamientos constituían la esencia democrática estatal hacía los que la ciudadanía tenía mayor acercamiento, por lo que como ejemplo de ello promovió la creación del municipio de Nezahualcóyotl.
En 1976 fue elegido senador de la República, cargo que desempeñó hasta 1982, durante su periodo, en 1978 recibió la Medalla Belisario Domínguez del Senado de la República.
En 1983 el gobierno del Estado de México estableció en la Ley al Mérito Civil la presea que lleva su nombre, como justo reconocimiento "a la perseverancia en el servicio a la sociedad".